# Балкански ранилист
Балкански ранилист (Betonica haussknechtii) е тревисто растение от семейство Устноцветни. Видът е балкански ендемит и е застрашен.

## Описание
Представлява тревисто многогодишно растение с късо хоризонтално коренище. Стъблото му е изправено, по което има прилегнали власинки. Достига височина до 1 m. Листата са удълженояйцевидни, като в основата са сърцевидни, а по ръба назъбени. Цветните прешлени са събрани в дълго, класовидно съцветие, а долният прешлен е отдалечен. Чашката е с дължина 8 – 9 mm, гола, а зъбците са триъгълношиловидни и бодливи. Венчето е бяло и има дължина 9 – 10 mm, устните са до 6 mm дълги, отвън са късовлакнести, горната е целокрайна, а долната – триделна с широк среден дял. Орехчетата са кафяви. Растението цъфти през юни-юли. Периодът на плодоносене е август – септември. Опрашването е ентомофилно. Размножава се със семена и коренищни издънки. Възобновителната му способност е добра.

## Разпространение и местообитание
Разпространено е по тревисти и каменливи места в редки дъбови и букови гори, както и върху канелени горски почви. Влиза в състава на житно-разнотревни съобщества. Популациите са малочислени и с площ до 1 декар. Среща се на територията на България, Гърция и Турция. В България е разпространено в Родопите и Тракийската низина на височина от 200 до 1260 m.